# Now & Then (Buckner & Garcia)
Now & Then è un album del duo Buckner & Garcia, pubblicato nel 1999.

## Tracce
1. Do the Funky Broadway
2. Pogwild
3. It's Allright [sic]
4. Hostage
5. E.T., I Love You
6. E.T., I Love You (Karaoke)
7. Pac-Man Fever (Karaoke)
8. Pac-Man Fever (Unplugged)